# 하진 (고려)
하진(河珍, 생몰년 미상)은 진양하씨 사직공파(司直公派)의 시조이며, 고려 정종조와 문종조의 문신이다. 벼슬은 사직을 역임했다.

## 가계
- 아들 : 하영상(河永尙, 중정대부)
  - 손자 : 하원경(河元慶, 국자감진사)
    - 증손자 : 하백부(河白富, 司正)
      - 고손자 : 하의(河義, 금자광록대부)

## 주요 직계후손

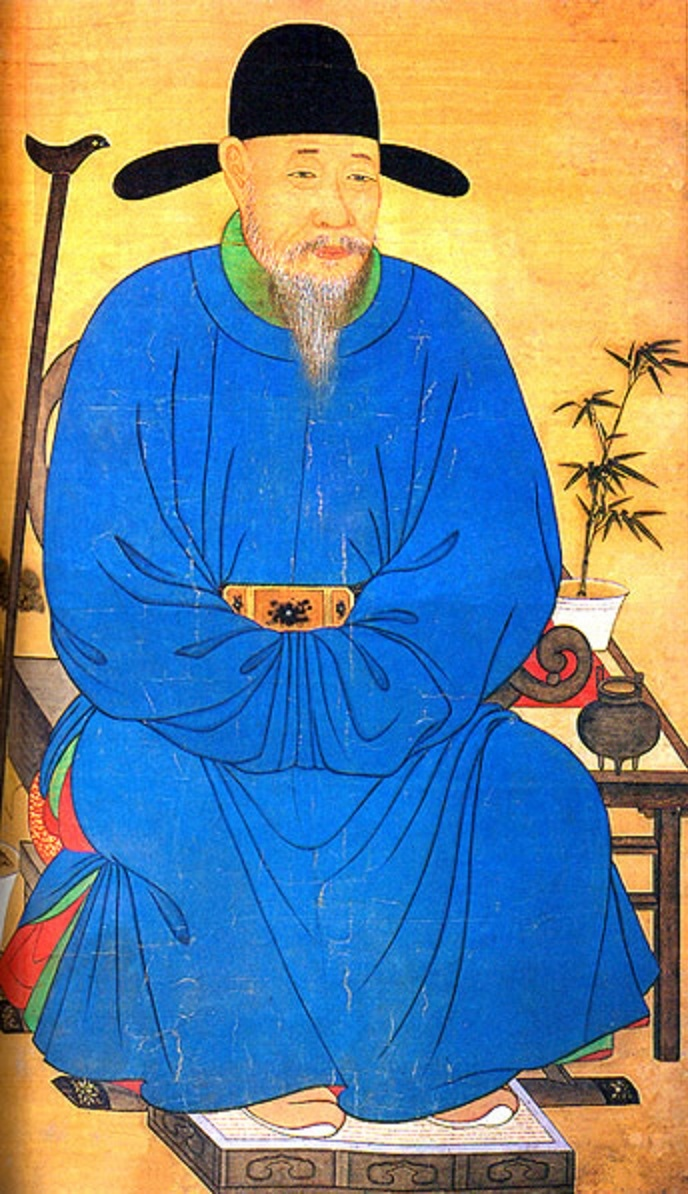
12세손 세종조 명재상
영의정 하연

- 하즙(1303년~1380년, 문하찬성사, 진주군)
- 하윤원(1322년~1376년, 대사헌, 진산군, 개경수복공신)
- 하자종(1350년~1433년, 병부상서, 두문동 72현)
- 하연(1376년~1453년, 영의정, 문종의 스승)
- 하효명(1403년~1441년, 훈련원부사, 증이조참판)
- 하위지(1412년~1456년, 예조참판, 사육신)
- 하승무(32세손, 역사신학자, 시인)[1][2][3]
- 하경덕(33세손, 사회학자, 언론인)[4][5]

## 같이 보기
- 진양하씨 사천조동 문중
- 하공진(?~1011년, 진양하씨 시랑공파 시조)

## 참고 문헌
- 『삼국사기(三國史記)』
- 『고려사(高麗史)』
- 『진양하씨경태보 서문(晉陽河氏 景泰辛未譜序文)』(1451년)
- 『경상도지리지(慶尙道地理志)』
- 『세종실록지리지(世宗實錄地理志)』
- 『신증동국여지승람(新增東國輿地勝覽)』
- 『여지도서(輿地圖書)』
- 『만가보(萬家譜)』
- 『한국중세사회사연구』(이수건, 일조각, 1984)
- 『지리산 단속사』(박용국, 보고사, 2010)
- 『晉陽河氏大同譜』(庚辰譜,2000년, 인제대학교 족보도서관)
- 『晉陽河氏家門 人物硏究』(하승무, 2015년)
- 『한국고전종합』DB
- 『한국역대인물 종합정보시스템』
- 『2000년 인구주택총조사 성씨 및 본관 보고서』(통계청, 2003)